# Laura Theresa Alma-Tadema
Laura Theresa Alma-Tadema, Lady Alma-Tadema (n. 16 aprilie 1852, Londra, Regatul Unit al Marii Britanii și Irlandei – d. 15 august 1909, Hindhead⁠(d), Haslemere, Anglia, Regatul Unit al Marii Britanii și Irlandei) a fost o pictoriță engleză specializată în realizarea picturilor de scene domestice și a unor scene cu femei și copii. Optsprezece dintre picturile ei au fost expuse la Royal Academy. Soțul ei, Lawrence Alma-Tadema, a fost și el pictor.

## Viața
Fiica doctorului George Napoleon Epps (care a fost fratele doctorului John Epps), a avut două surori care au fost și ele pictorițe (Emily a studiat cu John Brett, un prerafaelit și Ellen care a studiat cu Ford Madox Brown), în timp ce Edmund Gosse și Rowland Hill au fost cumnații ei.
Laura s-a întâlnit cu Alma-Tadema pentru prima dată la casa lui Madox Brown în decembrie 1869, când ea avea 17 ani și el 33 de ani (prima sa soție murise în luna mai a acelui an). El s-a îndrăgostit la prima vedere, [1] și deci, parțial prezența ei la Londra (și parțial faptul că numai în Anglia i-a fost vândută în mod constant opera), l-a influențat să se mute în Anglia, când a fost forțată să părăsească continentul după izbucnirea războiului franco-prusac în iulie 1870.
Sosind la Londra la începutul lunii septembrie 1870 împreună cu fiicele sale mici și sora sa Artje, Alma-Tadema nu a pierdut timp contactându-l pe Epps și aranjând ca acesta să-i dea lecții de pictură. În timpul uneia dintre acestea, el i-a propus să se căsătorească. Tatăl ei s-a opus inițial ideii, el având treizeci și patru de ani, iar Laura doar optsprezece ani, dar dr. Epps a fost de acord cu condiția ca aceștia să aștepte până se cunosc mai bine. S-au căsătorit în iulie 1871 și, deși din această a doua căsătorie nu au rezultat copii, s-a dovedit și durabilă și fericită, Laura acționând ca mama vitregă a fiicelor soțului ei din prima sa căsătorie, Laurence și Anna.
Salonul de la Paris din 1873 i-a oferit Almei-Tadema primul ei succes în pictură, iar în 1878, la Expoziția Internațională de la Paris, a fost una dintre cele două femei-artiste engleze cărora li s-au expus lucrări. [2] Celelalte locuri unde a expus au inclus Academia Regală (din 1873), Galeria Grosvenor și altele din Londra. Alma-Tadema și-a expus lucrările la Palatul de Arte Frumoase la Expoziția Mondială Columbiană din 1893 din Chicago, Illinois. [3] De asemenea, a lucrat ocazional ca ilustrator, în special pentru The English Illustrated Magazine, și a fost bine cunoscută drept gazdă în reședințele din Londra la Regents Park și, mai târziu, la Grove End Road. Alma-Tadema a murit la 15 august 1909.

## Stil

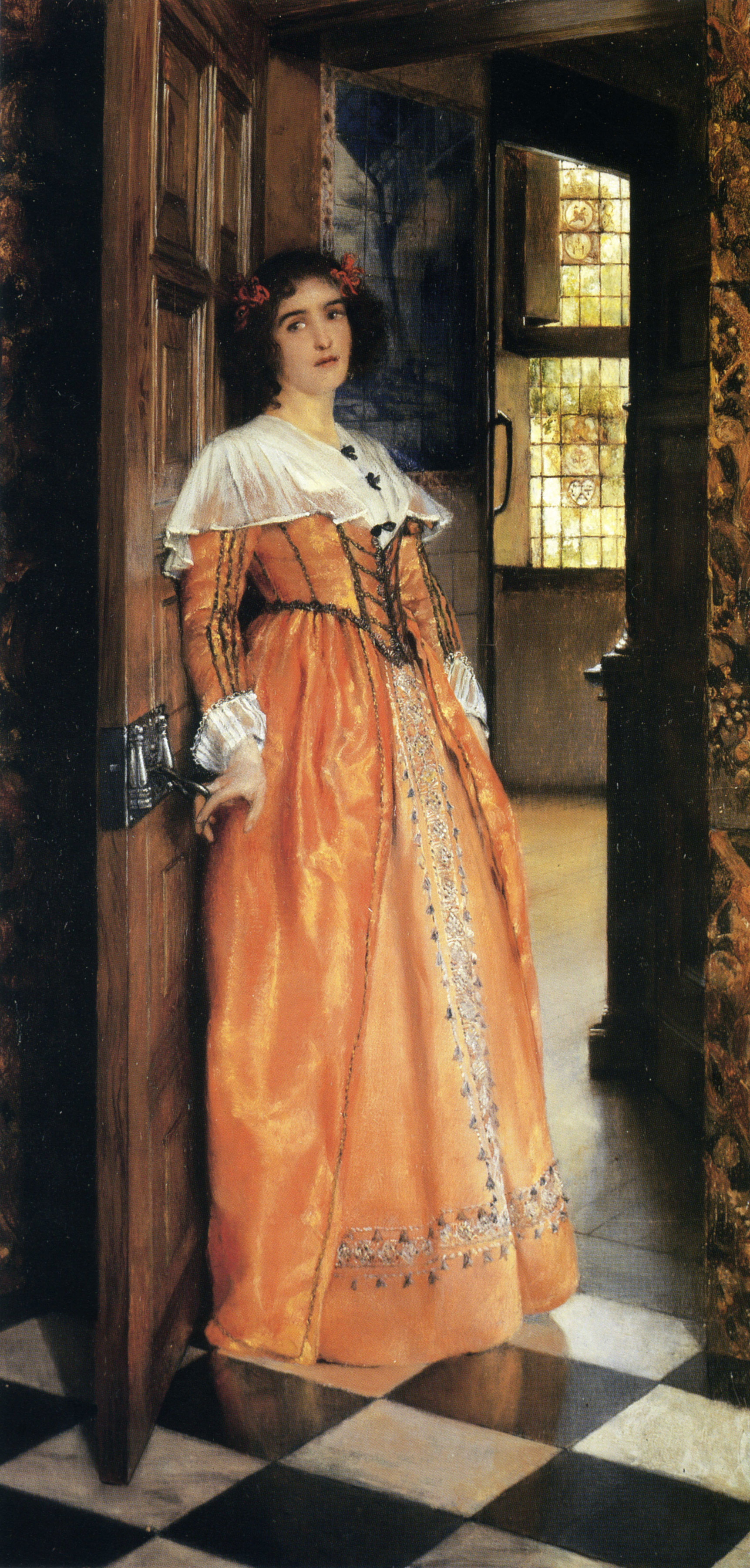
At the Doorway (1898)

Alma-Tadema s-a specializat în scene domestice și de gen extrem de sentimentale cu femei și copii, adesea în decoruri și în stilul olandez din secolul al XVII-lea, cum ar fi Începutul dragostei, Hush-a-bye, The Carol, At the Doorway (c.1898, prezentat în dreapta) și Sunshine. [6] A pictat câteva subiecte clasice și peisaje asemănătoare cu cele ale soțului ei, dar, în general, principala sa influență a fost arta olandeză din secolul al XVII-lea, care a fost o influență mult mai puțin restrânsă în opera ei decât a lui. Ea a studiat lucrările lui Vermeer și de Hooch în vizitele efectuate în Țările de Jos. [7] Alma-Tadema, la fel ca soțul ei, și-a numerotat lucrările cronologic, oferindu-le numere de Opus.